# European College of Sport Science
O European College of Sport Science (ECSS) é uma sociedade científica internacional dedicada ao estudo do desporto, sediada na Universidade de Desporto de Colônia (Deutsche Sporthochschule Köln), Alemanha.

## Fundação
Fundado em 1995 em Nice, França, o ECSS dedica-se à recolha, criação e disseminação do conhecimento científico no espaço europeu.

## Objectivo e Finalidade
[carece de fontes?] A finalidade do Colégio é a promoção da investigação científica, em especial no que diz respeito à Ciência do Desporto, no espaço europeu e no mundo. Os temas investigados são abordados numa perspectiva interdisciplinar.

## Função
O ECSS apoia as instituições europeias, como a União Europeia (UE), através da oferta de aconselhamento científico e assistência em projectos de investigação integrados, europeus ou mundiais, definidos por esses organismos.

## Congressos
Desde a sua inauguração, em 1995, o ECSS organiza um congresso anual. Os congressos do ECSS têm a participação de cientistas do desporto de todo o mundo. Os próximos congressos do ECSS serão em Oslo, Noruega, em 2009, em Antalya, Turquia, em 2010 e em Liverpool, Reino Unido, em 2011.